# Streaming Media

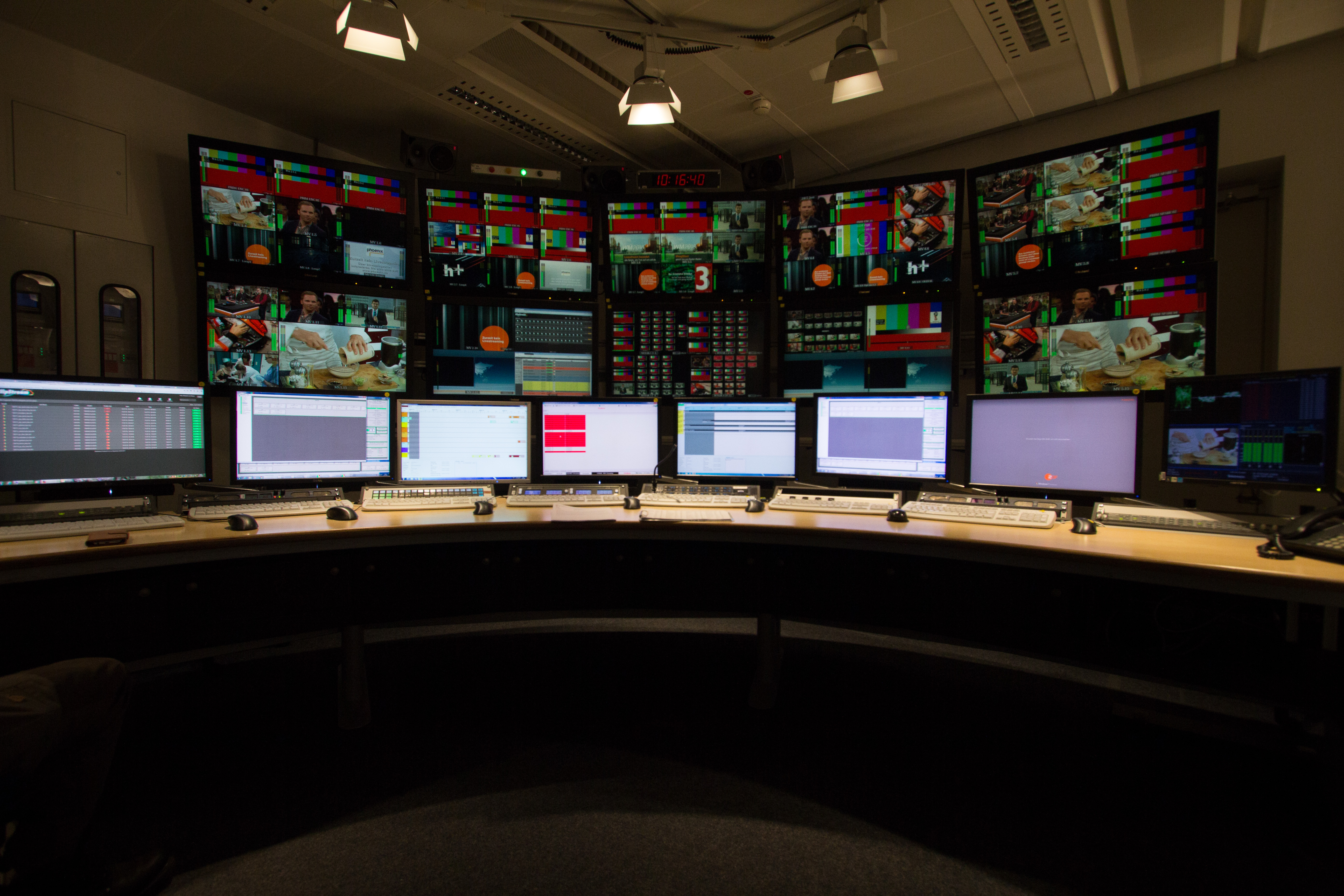
Streaming Playoutcenter des ZDF in Mainz

Streaming Media (wörtlich aus dem Englischen: das Fließen oder Strömen von Medien oder: strömende Medien), allgemeinsprachlich meist nur Streaming, bezeichnet die gleichzeitige Übertragung und Wiedergabe von Video- und/oder Audiodaten über ein Rechnernetz per Datenstrom. Das übertragene („gestreamte“) Programm wird als Stream bezeichnet; wenn der übertragene  Inhalt in Echtzeit stattfindet, als Livestream. Im Gegensatz zum Herunterladen (Download) ist das Ziel beim Streaming nicht, eine Kopie der Medien beim Nutzer anzulegen, sondern die Medien direkt auszugeben, anschließend werden die Daten verworfen. Beispiele für Streaming Media sind Video-Streaming und Audio-Streaming (z. B. Webradio und Musikstreaming). Die Inhalte werden oftmals über Streamingportale und internetbasierte Mediatheken verbreitet.
Die Wiedergabe von Programmen über einen Livestream unterscheidet sich meist vom klassischen Rundfunk. Während beim Rundfunk an eine unbestimmte Anzahl Empfänger zugleich gesendet wird (Punkt-zu-Mehrpunkt, engl.: Broadcast), ist das Streaming meist eine Direktverbindung zwischen dem Server des Senders und dem Client jedes einzelnen Benutzers (Punkt-zu-Punkt, engl.: Unicast). 
Das Streaming von Videos ist nach Schätzungen aus dem Jahr 2019 für 80 Prozent der Zunahme des globalen Datenverkehrs verantwortlich.

## Geschichte
Streaming Media gibt es seit Mitte des 20. Jahrhunderts. Während der ersten Jahrzehnte wurden wenige Fortschritte gemacht, da die Technik teuer und die Kapazitäten der Computerhardware beschränkt waren.
Ende der 1980er-Jahre wurden die PCs leistungsfähig genug, um verschiedenste Medien anzuzeigen. Die vorrangigen Voraussetzungen, um Streams zu empfangen, waren eine starke CPU und eine ausreichende Bus-(Netzwerk-)Bandbreite für die erforderlichen Datenraten.
In den späten 1990er-Jahren waren größere Datenraten verfügbar, der Zugang zum Internet wurde leichter, und es gab Standardprotokolle und -formate, wie die Internetprotokollfamilie und HTML. Das Internet wurde kommerzialisiert. Diese Fortschritte in Computernetzwerken, kombiniert mit leistungsfähigen PCs und modernen Betriebssystemen, machten Streaming Media für normale Nutzer möglich. Erstmals standen Abrufdienste wie YouTube oder „Mediatheken“ einzelner Fernsehsender einem breiten Publikum zur Verfügung, es etablierte sich Livestreaming (Internetradio und -fernsehen), und vor allem im Unternehmensbereich entstanden mit Videokonferenzen und Videotelefonie weitere Anwendungsbereiche.
Inzwischen gibt es immer mehr Angebote und neue Streamingprotokolle wie das Microsoft Media Server Protocol (MMS) und das Real-Time Streaming Protocol (RTSP), außerdem sind Bild- und Tonqualität verbessert worden.

## Software
Um Streaming-Media-Angebote nutzen zu können, ist für den Empfang eine spezielle Software erforderlich. Dies kann ein Webbrowser-Plug-in sein oder ein eigenständiges Wiedergabeprogramm.
Ersteres wird automatisch aufgerufen, sobald eine angeforderte Seite Streaming-Media-Daten enthält. Diese Plug-ins und Wiedergabeprogramme (englisch Player) werden in der Regel kostenlos angeboten, im Gegensatz zu den Streaming-Servern, die die Daten senden.
Es existiert eine Vielzahl verschiedener konkurrierender Streaming-Media-Techniken. Die bekanntesten Vertreter sind:

### Audio- und Video-Containerformate
- 3gp
- Flash Video Streaming
- Advanced Streaming Format (ASF)
- Audio Video Interleave (AVI)
- Flash Video (FLV)
- FLAC
- Matroska
- MP3
- MP4
- MPEG-Transportstrom
- Nullsoft Streaming Video
- Ogg (Vorbis, Theora)
- QuickTime
- RealMedia
- WebM
- Windows Media

### Streamingsoftware und -server
- Ampache
- Cameleon
- Catra Streaming Platform
- dyne:bolic
- FFserver
- Helix Server
- Icecast (Open Source, nur Audio)
- Icecast2 (freie Software)
- Jinzora Broadcast-Serversoftware (freie Software)
- Kodi
- Logitech Media Server
- LSCube/Feng (freie Software), RTSP-fähig, beherrscht auch neuere freie Audio- und Videoformate
- Microsoft Internet Information Services 10, Teil des Betriebssystems Windows Server 2016 und Windows 10.
- nginx
- No23Live (Freeware, nur Audio)
- Open Broadcaster Software (OBS)
- PS3 Media Server, spezielle Software für Streaming von Videos, Musik und Fotos von Windows-PCs zu einer PlayStation 3 in vielen verschiedenen Formaten
- QuickTime Broadcaster
- QuickTime Streaming Server
- Red5 für das Real Time Messaging Protocol (RTMP).
- SHOUTcast
- VideoLAN Server (freie Software)
- vMix
- XSplit

## Datenübertragungsrate
Typische Datenübertragungsraten der Ausgangsdaten sind:
- Audio: meist im Bereich zwei- bis dreistellige kbit/s
- Video: einige hundert kbit/s bis einige Mbit/s (bei Triple-Play-Angeboten)

Typische zur Verfügung stehende Datenübertragungsraten sind:
- analoges Modem: bis 56 kbit/s
- ISDN: 64 oder 128 kbit/s
- DSL und Kabelmodems: 0,4–400 Mbit/s
- FTTH: 10 Mbit/s bis 1 Gbit/s
- Ethernet: 10 Mbit/s, 100 Mbit/s, 1 Gbit/s oder 10 Gbit/s

Da die Wiedergabe der Daten gleichzeitig mit dem Empfang stattfinden soll, muss eine ausreichende Datenübertragungsrate zur Verfügung stehen. Es ist notwendig, dass die Datenübertragungsrate, die für die Übertragung zur Verfügung steht, größer ist als die für das Streaming verwendete Datenübertragungsrate. Die zu sendenden Audio- und Videodaten sind deshalb stets komprimiert. In den meisten Fällen sind die Inhalte verlustbehaftet komprimiert, da nur so eine übertragbare Datenmenge pro Zeitspanne erreicht werden kann; außerdem liegt der Kompressionsfaktor weit über dem einer verlustlosen Kompression, ohne dass ein merklicher Qualitätsverlust eintreten würde.
Um unterschiedliche Laufzeiten der Datenpakete im Netz auszugleichen und damit verbundene Stockungen zu verhindern, wird im Mediaplayer ein Puffer verwendet. Deshalb erfolgt die Wiedergabe auch leicht verzögert, typischerweise um 2 bis 6 Sekunden. Reicht dieser Puffer nicht aus, wird er von manchen Medienplayern dynamisch vergrößert.
Da Videodaten in aller Regel eine höhere Datenrate als Audiodaten haben, ist hier auch eine wesentlich stärkere Komprimierung erforderlich. 
Bei gleicher Komprimierungsart sinkt dabei die Qualität mit der Datenübertragungsrate, auf die der Datenstrom verkleinert werden soll. Die sicht- und hörbare Qualität eines Streams hängt deshalb wesentlich von den folgenden Faktoren ab:
- der Art und Qualität des Ausgangsmaterials
- der verwendeten Komprimierungsmethode
- der für die Übertragung nutzbaren Datenübertragungsrate, welche meist durch den Internetzugang begrenzt wird.

## Arten
On-Demand-Streaming
- Daten werden vom Server über das Netz an den Client übertragen.
- Die Wiedergabe erfolgt bereits während der Übertragung.
- Eine Zwischenpufferung für lückenlose Wiedergabe ist notwendig.
- Vor-, Zurückspulen und Pausieren ist prinzipiell möglich.
- Protokolle: HTTP, FTP

Live-Streaming
- Bereitstellung des Angebotes in Echtzeit
- Protokolle: RTP, RTCP, RTSP, SIP, SRT, HLS, DASH
- Sonderform: Phonecast (Verbreitung über Telefonserver)
- Vorspulen ist maximal bis zur aktuellen Live-Position möglich; Pausieren und Zurückspulen ist i. A. möglich wie im On-Demand-Stream.

## Streaming Media in der Bildung
In den letzten Jahren setzten sich zunehmend Systeme zum Aufzeichnen von Vorlesungen in Europa durch. 
Hierbei werden zwei verschiedene Arten von Aufzeichnungen unterschieden:
- Hardwareaufzeichnung (Sonic Foundry): Es gibt einen Hardwarestreamer, über den Quellen angeschlossen und aufgezeichnet werden. Diese Möglichkeit ist einfach, aber kostenintensiv.
- Softwarelösungen (Camtasia, Lecturnity u. a.): Eine Software wird auf den Präsentationsrechner installiert und so die Präsentation aufgezeichnet. Diese Möglichkeit ist kostengünstig, eine Nachbearbeitung ist jedoch notwendig.

## Nutzerzahlen in Deutschland
Videostreaming
Laut einer Umfrage aus dem Jahr 2021 schauen 81 Prozent aller deutschen Internetnutzer ab 16 Jahren zumindest gelegentlich Videos per Stream. Im Jahr 2019 waren es 79 Prozent. 38 Prozent nutzen 2021 kostenpflichtige Videostreaming-Abos – wobei hiervon 32 Prozent mittlerweile zwei Abos nutzen und 29 Prozent sogar drei Abos oder mehr.
Musikstreaming
Einer Umfrage aus dem Jahr 2021 zufolge hören 76 Prozent der Internetnutzer ab 16 Jahren in Deutschland zumindest gelegentlich Musik über Streaming-Dienste wie Spotify, TIDAL, Apple Podcasts oder Deezer, wobei fast die Hälfte (48 Prozent) auf kostenpflichtige Angebote zugreift. Damit konnte das Audiostreaming weiter an Popularität gewinnen: 2019 hörten erst 72 Prozent der Internetnutzer ab 16 Jahren in Deutschland Musik über Streaming-Dienste, zwei Drittel davon täglich. Jeder fünfte nutzte 2019 nicht nur Gratisangebote, sondern bezahlte für das Musikstreaming.

## Probleme

### Datenaufkommen und Netzwerkkapazität
Während klassische Rundfunkdienste (Hörfunk, Fernsehen usw.) eine möglichst große Reichweite bei möglichst geringem Aufwand an Energie und anderen Ressourcen (seitens des Senders) anstreben und die aktuelle, konkrete Zuschaueranzahl für den Sender keinen (direkten) Einfluss auf die Kosten hat, werden Streaming-Media-Angebote mit wachsender Teilnehmerzahl für den Sender (direkt) teurer, denn die Daten müssen an jeden Empfänger einzeln versandt werden. In der Netzwerktechnik ist zwar der Multicast-Modus bekannt, bei dem ein vom Streaming-Server ausgehender Datenstrom bei geringer Netzbelastung gleichzeitig an verschiedene Empfänger gesendet werden kann, dieser wird jedoch bis heute praktisch nicht benutzt, weil ihn viele Router im Internet nicht unterstützen. Stattdessen werden für Streaming-Angebote mit einem Massenpublikum (etwa Übertragungen der Fußball-Bundesliga oder Popkonzerte) sogenannte Overlay-Netze genutzt, welche die zu übertragenden Daten netztopologisch betrachtet an vielen Orten gleichzeitig zur Verfügung stellen – somit jeweils möglichst nah am jeweiligen Empfänger. 
Die Bild- und Tonqualität kann oftmals eher niedrig ausfallen, um bei niedrigen Datenübertragungsraten von z. B. Mobilgeräten eine flüssige Übertragung zu gewährleisten. Aus dieser Perspektive erscheint die Verwendung der Streaming-Technik bei Inhalten, bei denen es nicht auf eine Echtzeitübertragung ankommt (etwa bei Trailern), eher fraglich.
Das hohe Datenaufkommen kann zu einer hohen Auslastung der Netzwerkkapazität in Spitzenzeiten führen. Im Zuge der COVID-19-Pandemie droht das hohe Ausmaß an Video-Streaming die Datennetze zu überlasten, so dass Regierungen, aber auch Internetprovider, zur sparsamen Verwendung aufrufen und ggf. eine Beschränkung der Dienste androhen. Die Provider Netflix und Youtube sagten daraufhin eine vorläufige Verringerung der Bitraten ihrer Videos zu, unter Hinnahme einer Verringerung der Bildqualität.
Der französische Mobilnetzbetreiber Bouygues hat 2015/16 pro Smartphone einen Datendurchsatz von 1,5 Gigabytes pro Monat gemessen, 2021/22 war er auf 15 Gigabytes angewachsen, Streaming macht davon bis zu 80 % aus.

### Energieverbrauch
Die für das Streaming benötigte Energie besteht aus den Anteilen Serverfarm, Übertragung im Netz und Endgerät. Der damit einhergehende Anteil an der Globalen Erwärmung hängt vom Energiemix bei der Stromerzeugung ab. Nach Untersuchungen von 2019 sind je nach Endgerät (und Streamqualität) für den Streaming-Konsum zwischen 80 und 220 Watt elektrische Leistung anzusetzen. Diese Werte decken sich mit einer Studie aus dem Jahr 2020. Nach ihr verursacht eine Stunde Videostreaming über das Festnetz in SD-Auflösung auf einem 65-Zoll-Fernsehgerät einen Energiebedarf von circa 280 Wattstunden, auf demselben Gerät in HD-Auflösung 370 Wattstunden. Videostreaming auf dem Smartphone oder Tablet benötigt in SD-Auflösung hingegen nur 65 bzw. 75 Wattstunden an Energie.
Da bei Großbildfernsehern ein erheblicher Anteil des Energieverbrauchs auf das Endgerät entfällt, ist Fernsehen über terrestrischen, Kabel- oder Satellitenempfang ebenfalls mit erheblichem Stromverbrauch verbunden.

„Für den häufigen Fall des Schauens in HD-Qualität im Festnetz entstehen pro Stunde beim heutigen Energiemix zwischen 100 und 200 Gramm CO2. Das ist vergleichbar mit einem Kilometer Fahrt in einem PKW mit Verbrennungsmotor. Entsprechend sind die CO2-Emissionen des Videoschauens im Netz gering im Vergleich zu vielen anderen Freizeitaktivitäten.“

### Treibhausgasemissionen
Die Treibhausgasemissionen beim Streamen von Videos treten im Rechenzentrum, dem Telekommunikationsnetz und beim Endkunden auf. Die Treibhausgasemissionen für ein Rechenzentrum in Deutschland belaufen sich auf 1,45 Gramm CO2-Äquivalent pro Stunde Videostreaming in HD-Qualität. Dieser Wert setzt sich aus dem Betrieb der Server, dem Speichersystem, dem Netzwerk und der Infrastruktur zusammen, der größte Anteil entfällt auf die Server und die Infrastruktur.
Die Treibhausgasemissionen des Telekommunikationsnetzes sind vom genutzten Übertragungsmedium und der Entfernung des Endkunden zum Rechenzentrum abhängig. Wenn die Übertragung aus einem Rechenzentrum in Deutschland über das Glasfasernetz (FTTH Fibre to the home) zum Endkunden erfolgt, entstehen pro Stunde Videostreaming in HD-Qualität zusätzlich 0,55 Gramm CO2-Äquivalent, die Übertragung über einen kabelgebundenen Breitbandanschluss (VDSL very high speed digital subscriber line) beläuft sich auf zusätzlich etwa 2,55 Gramm CO2-Äquivalent. Wenn der Stream über das Mobilfunknetz übertragen wird, fallen zusätzlich 3,55 Gramm für 5G-Netze, 11,55 Gramm für 4G-Netze (LTE  long term evolution) und 88,55 Gramm CO2-Äquivalent für das 3G-Netz an (UMTS universal mobile telecommunications system).
Die Treibhausgasemissionen beim Endkunden sind von den eingesetzten Geräten abhängig und können neben dem Anzeigegerät (Fernseher, PC oder Smartphone) auch den Router und andere Netzwerktechnik und Geräte beinhalten. Das Borderstep Institut nimmt einen Energieverbrauch von 5 Wattstunden eines Smartphones an, was bei 468 Gramm CO2-Äquivalent pro Kilowattstunde des Deutschen Strommix im Jahre 2018 zusätzlich 2,34 Gramm CO2-Äquivalent entspricht. Für einen 65-Zoll-Fernseher mit einem Verbrauch von 150 Wattstunden sind es zusätzlich 70,2 Gramm CO2-Äquivalent.

### Begrenzte Nutzerfunktionen
Diverse Inhalteanbieter setzen die Streaming-Technik auch mit dem Ziel ein, es selbst technisch versierten Endbenutzern zu verwehren, die empfangenen Daten dauerhaft zu speichern. Das Speichern kann bei per HTTP übertragenem Stream evtl. mit spezieller Software (etwa MPlayer) möglich sein, es kann aber durch weitere Maßnahmen erschwert werden, wie beispielsweise DRM. Dadurch muss der Inhalt bei jedem erneuten Konsum neu geladen werden, was unnötigen wiederholten Datentransfer vom Server zum Benutzer verursacht.
Der Wettbewerb auf dem Markt führt mitunter auch zu Nachteilen bei Kunden. So vertreibt Amazon seit 2015 keine Google-Chromecast- oder Apple-TV-Produkte mehr.

## Rechtliche Fragen
Beim Streaming werden die Daten nicht dauerhaft auf dem Gerät des Endnutzers gespeichert, es wird also keine bleibende Kopie angelegt und das Datenobjekt liegt zu keinem Zeitpunkt vollständig vor wie etwa beim Herunterladen in eine Datei. Nur so ist es überhaupt möglich, auf Endgeräten gestreamte Medien zu betrachten, die zu wenig Speicherplatz für das komplette Herunterladen der Datei besitzen, wie z. B. viele Smartphones oder einfache Tablets. Steht genug Speicherplatz zur Verfügung, so kann dies in manchen Fällen mit Hilfe von Zusatzsoftware vom Nutzer umgangen werden; viele Anbieter versuchen, dieses Speichern von Daten zu erschweren bzw. zu verhindern. Ob dieses Hindern oder andererseits das Speichern allerdings einen „Missbrauch“ der Streaming-Technik darstellt, ist strittig: Wenn die Daten etwa aus GEMA-Musikrepertoire bestehen, ist der Anbieter sogar dazu verpflichtet, ein Speichern möglichst zu unterbinden. Aus der Perspektive des Urhebers kann das Streaming als ein Mittel gesehen werden, seine Werke zu präsentieren und trotzdem technisch die Möglichkeit zu behalten, die Verwertung zu kontrollieren und an der Nutzung seiner Werke zu verdienen (Digitale Rechteverwaltung DRM).
Traditionell werden die Veröffentlichungsrechte für die Inhalte oft mit eingeschränktem Verbreitungsgebiet von den Inhalteerstellern an die Streamingdienste verkauft, zum Beispiel nur für ein bestimmtes Land. Aufgrund der weltweiten Konnektivität des Internet ist es einem Benutzer aber prinzipiell möglich, Inhalte auch von jedem anderen Ort aus abzurufen. Es ist schwer zu kontrollieren, ob etwa die Nutzung eines über das Internet verbreiteten Musiksenders nur in dem Land erfolgt, in dem der Betreiber die Rechte gekauft hat. Die daraus resultierenden rechtlichen Probleme sind noch kaum diskutiert worden, und es gibt kaum Erfahrungswerte in Form von Urteilen oder Gesetzen.
Im Dezember 2005 hatte die GEMA für Web-TV (Streaming-TV) noch kein Vergütungsmodell. Provisorisch wurde daher eine Pauschale von 30 Euro pro Monat erhoben.
Inzwischen hat die GEMA ein Vergütungsmodell für „Web-TV-Anbieter“ verabschiedet, das eine Staffelung je nach Musikanteil vorsieht. Wie in dem Formular beschrieben, ist Web-TV aus Sicht der GEMA die Übertragung von Bewegtbildern in einem vom Betreiber zusammengestellten Ablauf, auf den der Nutzer keinen Einfluss hat. Damit fallen fast alle Web-TV-Sender aus dem mit dieser Vereinbarung abgedeckten Bereich, da ein Archiv zum Abrufen von „Videos on Demand“ den Sender schon aus der GEMA-Definition herausmanövriert.
Im Juni 2014 entschied der EuGH, dass Streaming von der europäischen Urheberrechtsrichtlinie ausgenommen sei, denn die dabei auf den Computer geladenen Daten seien „vorübergehend, flüchtig oder begleitend und ein integraler und wesentlicher Teil eines technischen Verfahrens“. Das bloße Betrachten urheberrechtlich geschützter Werke im Webbrowser oder über einen Streaming-Client stellt demnach zunächst keinen Rechtsverstoß dar. Allerdings urteilte der EuGH ebenso, dass ein Rechtsverstoß vorliegen könnte, wenn der Stream aus einer offensichtlich rechtswidrigen Quelle gespeist wird. Das bloße Betrachten ist also nur dann kein Rechtsverstoß, wenn der Einsteller des Streams nicht selbst gegen Urheberrecht verstößt oder dies für den Betrachter zumindest nicht erkennbar ist.
Mit einer ab 2018 in Kraft tretenden neuen Verordnung des Europäischen Parlaments und des Europäischen Rates sollen Streaming-Abonnements in der gesamten Europäischen Union genutzt werden können. Ein Abonnement in einem EU-Land muss auch aus anderen EU-Ländern abrufbar sein – jedoch nur für „vorübergehende“ Auslandsaufenthalte. Um nicht im jeweiligen Ausland als lokaler Anbieter zu gelten, können Streamingdienste-Anbieter als Kontrollmechanismus wählen und festlegen, ob Kunden ihre Bezahl- und Steuerdaten, Post- und IP-Adresse ihres EU-Wohnsitzmitgliedsstaates angeben müssen beispielsweise zur Nutzung von Video-on-Demand-Angeboten.